# I'll Remember
"I'll Remember" é uma música gravada pela cantora estadunidense Madonna, para o filme With Honors (1994). Foi lançado pela Maverick e Warner Bros. Records em 8 de março de 1994, como o primeiro single do álbum da trilha sonora do filme . Foi uma mudança radical na imagem e no estilo de Madonna, que recebeu uma enorme reação devido ao lançamento de seu livro Sex, o álbum de estúdio Erotica e o filme Body of Evidence. A Warner Bros. decidiu lançar a música para o filme depois de notar que a maioria de seus singles anteriores em trilha sonora alcançaram sucesso comercial. Ele utiliza um arranjo de teclado sintetizado para produzir um som de batidas do coração continuamente reverberante. A voz de Madonna é apoiada por vocais de apoio.
Os críticos de música elogiaram a música, saudando-a como uma de suas melhores obras. Foi indicado para Melhor Canção para Mídias Visuais no Grammy Awards de 1995 e Melhor Canção Original no 52º Globo de Ouro. "Remember Remember" também foi um sucesso comercial, alcançando o número dois na Billboard Hot 100 e se tornando seu quarto hit número um na tabela Adult Contemporary. Ele também liderou as tabelas de singles no Canadá e na Itália. O videoclipe de "I'm Remember" retratou Madonna cantando a música em um estúdio de gravação estilizado. Sua aparência e estilo foram comparados às imagens do videoclipe do single anterior "Rain". O retrato andrógino de Madonna fumando na última cena foi elogiado por quebrar as barreiras de gênero.

## Antecedentes

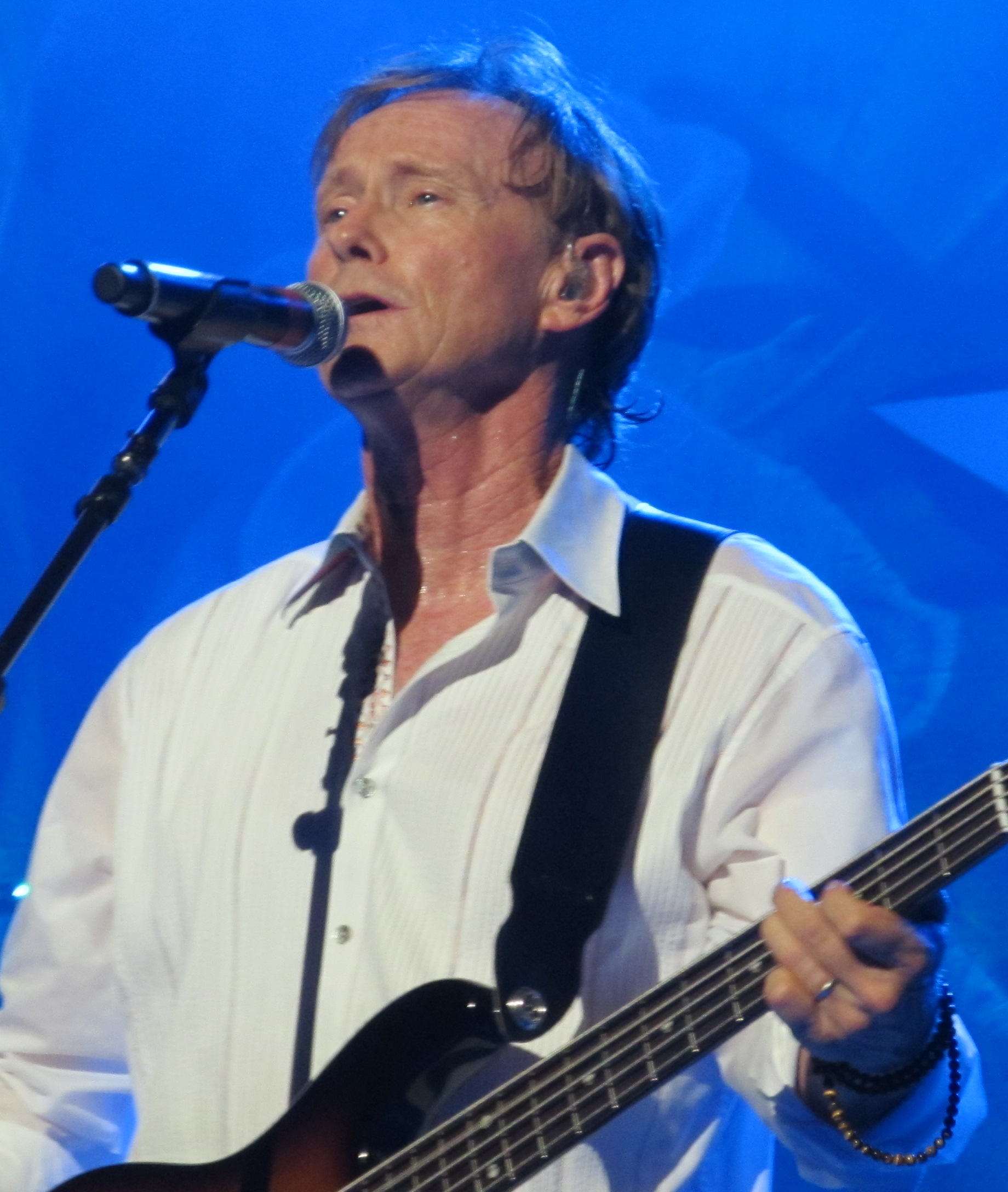
Richard Page co-escreveu a música.

O ano de 1992 viu o lançamento do livro Sex de Madonna. No entanto, o livro, que continha imagens sexuais explícitas e imagens de fantasias voyeurísticas, foi aceito negativamente pela crítica e por alguns de seus fãs. O quinto álbum de estúdio de Madonna, Erotica, e o filme Body of Evidence foram lançados ao mesmo tempo; ambos não conseguiram aclamação crítica e comercial. Por isso, ela decidiu reinventar sua imagem, conectar-se com seus fãs e reparar os danos que sua imagem provocativa havia causado à sua carreira. "I'll Remember" foi uma das músicas que foi desenvolvida para esse fim. A balada foi inicialmente uma colaboração entre o músico Richard Page e Patrick Leonard, antes de Madonna refazer a trilha do filme de Alek Keshishian, With Honors (1994). Segundo Page, "Madonna foi trazida ... ela mudou todas as minhas letras para melhor. Ela realmente fez um ótimo trabalho". Em relação a seus sentimentos pela música, Madonna comentou:

"Acho que, na maioria das vezes, quando meus discos são lançados, as pessoas ficam tão distraídas com tanta fanfarra e controvérsia que ninguém presta atenção na música. [...] não posso dizer o quão dolorosa é a ideia de cantar 'Like a Virgin' ou 'Material Girl' (1984) é para mim agora. Eu não escrevi nenhuma dessas músicas e não estava me aprofundando muito nessa época. Também me sinto mais conectado emocionalmente à música que estou escrevendo agora, então é mais um prazer fazê-lo".

Produzido por Madonna e Leonard, "I'm Remember" foi lançado como o primeiro single do álbum da trilha sonora de With Honors. O próprio selo de Madonna, Maverick, foi encarregado da tarefa de montar o álbum da trilha sonora. Eles decidiram incluir "I'll Remember", depois de perceber que todos os seus lançamentos da trilha sonora tiveram sucesso comercial. "I'm Remember" não apareceu em nenhum álbum de Madonna, mas depois foi incluído na coleção de baladas Something to Remember (1995).

## Composição
De acordo com o autor Rikky Rooksby, em seu livro The Complete Guide to the Music of Madonna, "I'll Remember" é feita no estilo do album-oriented rock (AOR) por bandas como Boston e Foreigner. Ele é reduzido a partir do andamento das músicas de rock e usa um teclado sintetizado, continuamente reverberante, para produzir o efeito de um batimento coração. A faixa tem características de uma música do final da década de 1970, além do arranjo e do som grave; Madonna canta com uma voz suave que é quase ofuscada pelo arranjo de sintetizadores.
A via começa com uma progressão harmônica de dó maior e é usado na tonalidade sétima bemol (♭VII) de sequência; no entanto, a clave real de "I'll Remember" é ré maior.. é definido como a batida de 4/4 com ritmo "moderadamente baixo" de 120 batimentos por minuto, enquanto o alcance vocal da cantora estende-se desde a nota fá♯3 a sol4 Um som de bateria muito mais forte é usado no segundo verso. O refrão segue uma progressão harmônica de do-re-do-ré7-dó-ré-si menor-lá, enquanto nas duas primeiras linhas de cada verso ele muda para do-ré-lá-si menor-sol-ré fá menor. Durante a linha do meio, "Eu aprendi a deixar ir a ilusão de que podemos possuir" a estrutura muda novamente com as notas ré-si menor-sol-re-lá-sol-lá. Os coros aparece nos seguintes coros em apoio das cordas que descem a um acordo mais baixo antes do terceiro. A música acaba desaparecendo e livre de qualquer clímax musical. A letra fala sobre olhar para o passado em uma boa história de amor.

## Análise da crítica
O autor Christopher Feldman, em seu livro Billboard Book of Number 2 Singles, descreveu a música como uma "balada tenra". O editor de música da Billboard, Timothy White, chamou a música de lilting e um dos clássicos de Madonna em seu livro Music to My Ears: The Billboard Essays: Retratos of Popular Music in the 90s. Ele também elogiou a música por falar sobre um relacionamento morto. O autor Rikky Rooksby chamou a música como um dos maiores singles de todos os tempos de Madonna e um corte mais forte. Sal Cinquemani, da Slant Magazine, chamou de "gema de trilha sonora". O autor J. Randy Taraborrelli, em sua biografia de Madonna, chamou a música de bonita. Segundo ele, "parece um tema de filme também, equipado com acordes inteligentes e grande emoção. É uma reminiscência de outra faixa de filme de Madonna, 'Live to Tell' (1986)". A crítica musical Peter Buckley observou que a música era atmosférica e um dos melhores trabalhos de Madonna, mostrando sua capacidade de manter contato e se adaptar aos desenvolvimentos musicais. Richard Labeau, do  Medium, considerou 'um tema melhor do que o esquecível With Honors merecia. Ele efetivamente funde sintetizadores, belos vocais de fundo, amadurecer vocais e letras tearjerking'.
"Remember Me" ganhou indicações para Melhor Canção para Mídias Visuais no 37º Grammy Awards e Melhor Canção Original no 52º Globo de Ouro. Robbie Daw, do Idolator, listou-a como uma das "10 melhores músicas de Madonna Que a Rádio Esqueceu", dizendo que "Madge perdeu muitos amigos e amantes ao longo dos anos, mas aqui ela transforma limões em limonada, valorizando o bem". tempos e aprendendo com 'do jeito que você me mudou'". Jornalista Matthew Rettenmund, listou o remix da música "Guerilla Beach" no número nove em sua lista de "Os 25 melhores remixes de Madonna", descrevendo-o como "espacial" e acreditando ser "marcadamente superior ao adorável, mas despretensioso original". Em 2014, Graham Greymore, do Queerty, listou "Remember" como uma das "12 Canções de Madonna Mais Subestimadas de Todos os Tempos". Ao classificar os singles de Madonna, em homenagem aos seus 60 anos, Jude Rogers , do The Guardian, colocou "I'm Remember" no número 42, elogiando seus versos "atmosféricos".

## Videoclipe

Madonna, usando cabelos pretos e cortados e usando um colar grande, canta a música em um estúdio de gravação. O visual dela no vídeo foi comparado com o do clipe de "Rain".

O videoclipe foi dirigido por Alek Keshishian, que já havia dirigido as versões para performances ao vivo de "Like a Virgin" (1984) e "Holiday" (1983) do documentário Truth or Dare e também o videoclipe de seu single "This Used to Be My Playground" (1992). O vídeo contou com créditos de produção de Diane Greenwalt, edição de Patrick Sheffield e fotografia de Stephen Ramsey. Segundo Jerry Ryan, da equipe de produção criativa Steele,

"I'll Remember" teve vários preenchimentos de tela de projeção e atmosferas clássicas de teatro (como neblina de fumaça e feixes de luz tremeluzentes de uma cabine de projeção) adicionados. As paredes e o teto do teatro tinham aprimoramentos digitais. Uma cabine de som foi completamente criada do zero para acompanhar um guindaste abatido até Madonna. Todas as inserções do filme foram tratadas para parecer estar dentro do cinema e todos os close-ups e fotos médicas de Madonna foram tratados individualmente para aprimoramentos de beleza facial.

O vídeo mostra Madonna em um estúdio de gravação estilizado, cantando a música com os vocalistas de apoio. O vídeo foi comparado ao videoclipe do single "Rain" (1993) de Madonna. O visual dela no vídeo consiste em cabelos azul-pretos e gelados, olhos azuis brilhantes e um vestido longo e escuro com um colar de contas em volta do pescoço. O rosto de Madonna foi fotografado principalmente acima da cabeça, com o rosto olhando para a frente do foco da câmera. Às vezes, ela olha para uma tela de vídeo atrás dela, que reproduz as cenas do filme, como se inspirasse em seu canto. Outras vezes, ela é acompanhada por seus cantores de apoio, principalmente durante o refrão, e às vezes ela canta sozinha.
O videoclipe termina com uma foto de Madonna se assistindo gravando a música. Nesta última cena, ela está vestida com um longo casaco preto e segura um cigarro na mão. Os estudiosos observaram que esta última cena ilustra claramente o paradoxo de gênero de Madonna, porque, enquanto observa sua forma feminina cantando a música, ela mesma se veste de maneira andrógina, segurando um cigarro, associado a uma das formas simbólicas da supremacia masculina. A escritora feminista Martha Leslie Allen elogiou o vídeo, assim como Madonna, "por se libertar do retrato convencional das mulheres mais uma vez e por mostrar sua dualidade". O vídeo pode ser encontrado na compilação de Madonna de 2009, Celebration: The Video Collection.

## Créditos
- Madonna – compositora, vocais
- Patrick Leonard – compositor, bateria, teclado, produção
- Richard Page – compositor
- Dean Parks – violão
- Suzie Katayama – violoncelo

Créditos adaptados das notas do vinil de "Remember Remember".

## Lista de faixas e formatos
| Vinil de 7", cassete / Vinil de 7" americano, cassete, CD single |                                                         |         |  |
| N.º                                                              | Título                                                  | Duração |  |
| 1.                                                               | "I'll Remember" (tema de With Honors) (versão do álbum) | 4:19    |  |
| 2.                                                               | "Secret Garden" (versão do álbum)                       | 5:32    |  |

| Vinil de 12" |                                                                 |         |  |
| N.º          | Título                                                          | Duração |  |
| 1.           | "I'll Remember" (tema de With Honors) (Guerilla Beach Mix)      | 6:17    |  |
| 2.           | "I'll Remember" (tema de With Honors) (versão do álbum)         | 4:22    |  |
| 3.           | "I'll Remember" (tema de With Honors) (Guerilla Groove Mix)     | 6:07    |  |
| 4.           | "I'll Remember" (tema de With Honors) (Orbit Alternative Remix) | 4:30    |  |

| Vinil de 12" |                                                                 |         |  |
| N.º          | Título                                                          | Duração |  |
| 1.           | "I'll Remember"                                                 | 6:10    |  |
| 2.           | "I'll Remember" (tema de With Honors) (Guerilla Groove)         | 6:07    |  |
| 3.           | "I'll Remember" (tema de With Honors) (versão do álbum)         | 4:22    |  |
| 4.           | "I'll Remember" (tema de With Honors) (Orbit Alternative Remix) | 4:30    |  |

| Maxi-single australiano / CD Single europeu |                                                            |         |  |
| N.º                                         | Título                                                     | Duração |  |
| 1.                                          | "I'll Remember" (versão do álbum)                          | 4:22    |  |
| 2.                                          | "I'll Remember" (Orbit Remix)                              | 4:20    |  |
| 3.                                          | "I'll Remember" (Guerilla Beach Mix)                       | 6:10    |  |
| 4.                                          | "Why's It So Hard" (ao vivo em The Girlie Show World Tour) | 5:12    |  |

| Maxi-single |                                                            |         |  |
| N.º         | Título                                                     | Duração |  |
| 1.          | "I'll Remember" (versão do álbum)                          | 4:20    |  |
| 2.          | "I'll Remember"                                            |         |  |
| 3.          | "Why's It So Hard" (ao vivo em The Girlie Show World Tour) |         |  |
| 4.          | "I'll Remember"                                            | 4:19    |  |

## Desepenho comercial
Nos Estados Unidos, a música estreou no número 35 da parada Hot 100 da Billboard de 2 de abril de 1994. Após oito semanas, a música atingiu o pico do número dois na tabela. Ele ficou lá por quatro semanas, sendo bloqueado do primeiro lugar pelo "I Swear" do All-4-One. A música se tornou o quinto single de Madonna a subir na posição número dois e a empatou com Elvis Presley como o artista com mais músicas no segundo lugar da Hot 100. No entanto, esse recorde foi quebrado por Madonna em 1998, quando seu single "Frozen" atingiu a posição de número dois. A música também liderou a tabela Adult Contemporary por quatro semanas consecutivas, tornando-se o quarto número um de Madonna nesta tabela após "Live to Tell", "La Isla Bonita", e "Cherish". O single passou um total de 26 semanas no Billboard Hot 100 e foi certificação de ouro entregue pela Recording Industry Association of America (RIAA) em 14 de junho de 1994. Foi um dos singles mais vendidos em 1994, tendo vendido 500,000 cópias nesse ano.
No Canadá, a música estreou aos 52 anos no RPM Singles Chart. Após sete semanas, alcançou o topo da tabela para a edição da RPM de 16 de maio de 1994. A música esteve presente na parada por 24 semanas e foi classificada no número dois na tabela de final de ano da RPM para 1994. No Reino Unido, estreou às dez na tabela e alcançou sete na semana seguinte. Ele esteve presente por um total de oito semanas na tabela. Segundo a Official Charts Company, "I'll Remember" vendeu 100,090 cópias no Reino Unido, até agosto de 2008. Em toda a Europa, a música se tornou um dos 40 primeiros na Bélgica, França e Países Baixos. A música alcançou o top vinte na Islândia e Suíça e o top dez na Austrália, Irlanda e Suécia. Chegou ao topo dos 40 primeiros na Alemanha.

### Tabelas semanais
| Tabela musical (1994)               | Melhor posição |
| ----------------------------------- | -------------- |
| Alemanha (GfK Entertainment Charts) | 49             |
| Austrália (ARIA Charts)             | 7              |
| Bélgica (Ultratop 50 de Flandres)   | 32             |
| Canadá (RPM Single Chart)           | 1              |
| Escócia (OCC)                       | 12             |
| Estados Unidos (Adult Contemporary) | 1              |
| Estados Unidos (Billboard 100)      | 2              |
| Estados Unidos (Mainstream Top 40)  | 2              |
| Estados Unidos (Rhythmic Songs)     | 14             |
| Europa (European Hot 100 Singles)   | 15             |
| Finlândia (IFPI Finlândia)          | 5              |
| Irlanda (IRMA)                      | 10             |
| Islândia (Íslenski Listinn Topp 40) | 20             |
| Itália (Music & Media)              | 1              |
| Nova Zelândia (Recorded Music NZ)   | 37             |
| Países Baixos (Dutch Top 40)        | 34             |
| Países Baixos (Single Top 100)      | 28             |
| Reino Unido (UK Singles Chart)      | 7              |
| Suécia (Sverigetopplistan)          | 9              |
| Suíça (Schweizer Hitparade)         | 17             |

| Tabela musical (1994)               | Posição |
| ----------------------------------- | ------- |
| Austrália (ARIA)                    | 41      |
| Canadá (RPM)                        | 2       |
| Estados Unidos (Billboard Hot 100)  | 13      |
| Estados Unidos (Adult Contemporary) | 11      |
| Europa (Eurochart Hot 100)          | 82      |
| Países Baixos (Dutch Top 40)        | 273     |
| Suécia(Sverigetopplistan)           | 66      |

| Região                                         | Certificação | Vendas  |
| ---------------------------------------------- | ------------ | ------- |
| Austrália (ARIA)                               | Ouro         | 35,000^ |
| Estados Unidos (RIAA)                          | Ouro         | 500,000 |
| ^distribuições baseadas apenas na certificação |              |         |